# Harvey Glatman
Harvey Murray Glatman (10. prosince 1927 – 18. září 1959) byl americký sériový vrah a násilník.

## Životopis

### Mládí
Narodil se v Bronxu do židovské rodiny, vyrůstal v Coloradu. Již v dětství jej začaly pronásledovat perverzní a zvrhlé fantazie. Po dovršení 18 let se vloupával ženám do bytů, svazoval je, zneužíval a fotil. Jedna žena později šla na policii a Glatman byl odsouzen na šest měsíců.
Po propuštění se Glatman přestěhoval do města Albany, kde byl v roce 1946 opět zatčen za sérii vloupání. Pobýval ve vězení Sing Sing, kde psychiatři odhalili jeho psychopatické rysy.
V roce 1951 byl podmínečně propuštěn. Zamířil do Denveru a žil tam až do roku 1957. Pracoval jako opravář televizorů. Přitom si zařídil ateliér, kam k němu chodila jedna dívka za druhou a každá pózovala Glatmanovi jako model v lechtivých scénách. Tvrdil, že všechny snímky pošle do časopisů, žádná však neopustila Glatmanův byt, Glatman se nad nimi ukájel.

### Vraždy
Dne 1. srpna 1957 spáchal Glatman svou první vraždu. Obětí se stala 19letá modelka Judy Ann Dullová. Do svého bytu ji nalákal pod záminkou fotografování. Udělal s ní několik fotek, poté ji svázal, znásilňoval a občas vyfotil. Když jej začala nudit, uškrtil ji a odvezl do nedaleké pouště, kde ji pohřbil. Stejně se zachoval i ke zbylým dvěma obětem, Shirley Bridgefordové a Ruth Mercadové.
Glatman byl také podezřelý ze zabití "Boulder Jane Doe", jejíž mrtvola byla nalezena v Boulderu v roce 1954. Po dobu 55 let byla její identita neznámá. V říjnu 2009 oznámil doktor Terry Melton, že se jedná o 18letou Dorothy Gay Howardovou. Jestli ji Glatman zabil, zůstává záhadou.

### Zatčení a smrt
Glatman byl zatčen v roce 1958, když byl chycen při pokusu o únos čtvrté oběti. K vraždám se přiznal a ukázal policii všechny fotografie. Byl shledán vinným a 18. září 1959 byl popraven v plynové komoře.